# Stavnäs kyrka
Stavnäs kyrka är en kyrkobyggnad som tillhör Stavnäs-Högeruds församling i Arvika kommun och Karlstads stift. Kyrkan ligger på en kulle vid Glafsfjordens strand i Stavnäs socken.

## Kyrkobyggnaden
Föregående kyrka på platsen var en medeltida träkyrka vars utformning inte är närmare känd. Troligen uppfördes kyrkan på 1100-talet. Ett kyrktorn tillkom 1631.
Nuvarande stenkyrka uppfördes åren 1699–1704 och invigdes 29 oktober 1705. Sakristian byggdes om 1723 och tornspiran restes 1726. 1787 lades ett stengolv i kyrkorummet. År 1815 belades yttertaket med skiffer och takstolen byggdes då om till lägre takfall för att bättre klara av tyngden från skifferbeläggningen.
Kyrkan har en stomme av natursten och består av ett rektangulärt långhus med tresidigt avslutat kor i öster och kyrktorn i väster. Mitt på långhusets nordsida finns en vidbyggd sakristia. Ytterväggarna är vitputsade och genombryts av spetsbågiga fönster. Ingångar finns vid tornets bottenvåning samt mitt på långhusets södra vägg. Långhus och sakristia har valmade sadeltak som båda är täckta med glimmerskiffer. Torntaket består av tre avsatser som är klädda med tjärade träspån.

## Inventarier
- Dopfunten av sandsten är från första hälften av 1200-talet.
- Ett triumfkrucifix är från senare delen av 1200-talet.
- Predikstolen är tillverkad 1705 av bildhuggaren Petter Falk och hans son Jonas.
- Altaruppsatsen är skulpterad 1748 av bildhuggaren Olof Bruse.

### Orgel
- Orgeln från 1866 är byggd av Erik Adolf Setterquist, Örebro med 8 stämmor. Det invigdes söndagen 19 augusti 1866.
- 1955 byggdes en ny orgel av E. A. Setterquist & Son Eftr., Örebro. Den är pneumatisk med fria och fasta kombinationer. Den har även en registersvällare.

| Huvudverk I     | Svällverk II  | Pedal       | Koppel   |
| Principal 8’    | Gedackt 16’   | Subbas 16’  | I/P      |
| Gedackt 8’      | Rörflöjt 8’   | Ekobas 16’  | II/P     |
| Octava 4’       | Salicional 2’ | Octavbas 8' | II/I     |
| Kvinta 2 2⁄3’   | Principal 4’  | Borduna 8'  | I 4'/I   |
| Octava 2'       | Flöjt 4'      | Koralbas 4' | II 16'/I |
| Mixtur 4-5 chor | Nasard 2 2⁄3' | Flöjt 2'    | II 4'/I  |
| Trumpet 8'      | Blockflöjt 2' |             | II 4'/P  |
|                 | Ters 1 3⁄5'   |             |          |
|                 | Krumhorn 8'   |             |          |
|                 | Tremolo       |             |          |

## Omgivning
- Omgivande kyrkogård är dokumenterad sedan 1600-talet. Från och med slutet av 1700-talet har kyrkogården upprepade gånger utvidgats åt norr.
- Väster om kyrkan vid strandkanten finns ett sockenmagasin som troligen är från början av 1800-talet. Här finns även en timrad ångbåtsbrygga.
- Ett vitputsat bårhus är från 1947.
- Pastorsexpeditionen är inrymd i en sockenstuga.
- Öster om kyrkan finns prästgård från 1700-talet som består av en timrad byggnad i två våningar. Byggnaden har väggar klädda med vitmålad lockpanel och ett sadeltak belagt med skiffer.

### Webbkällor
- Kyrkor i Karlstads stift Del I, Utgiven av Värmlands Museum och Karlstads stift, 2008, ISBN 91-85224-71-5
- anläggningspresentation
- byggnadspresentation
- Wikimedia Commons har media som rör Stavnäs kyrka.